# Stellan Mörner (ingenjör)
Karl Gustaf Stellan Mörner, född den 22 maj 1892 i Stockholm, död den 16 juni 1989, var en svensk greve, ingenjör och företagsledare.

## Biografi
Mörner var son till professorn, greve Karl Mörner och Fanny, född Ekengren. Han avlade studentexamen 1911 och utexaminerades som civilingenjör från Kungliga Tekniska högskolan 1915. Mörner var anställd som ingenjör vid STAL i Finspång, Bolinders och SKF 1915–1924. Han studerade och genomförde praktisk verksamhet i USA 1924–1925 och hade egen fabriksrörelse 1926–1932. Mörner var verkställande direktör för Bolinders fabrik AB 1932–1943 och AB Mörner & Wallin 1945–1967.
Han var ordförande i Järfälla skyttegille 1940, vice ordförande i Stockholms läns skytteförbund och styrelseledamot i AB Mörner & Wallin 1945.
Mörner var i sitt första äktenskap gift 1917–1947 med Elsa Bolinder (1894–1953), som var dotter till direktören Erik August Bolinder och Nellie Delcomyn. I sitt andra äktenskap gifte han sig 1948 med Gunvor Evanger (1914–2000), som var dotter till Gustav Evanger. Han var far till Karl-Hampus (1919–1995), Agneta (född 1921) och Jan (född 1924). Makarna Mörner är begravda på Görvälns griftegård.

## Utmärkelser
- Riddare av Vasaorden (RVO) [2]